# Tomoxia obliquialba
Tomoxia obliquialba là một loài bọ cánh cứng trong họ Mordellidae. Loài này được Lea miêu tả khoa học năm 1925.